# Estanys de Comalesbienes
Els Estanys de Comalesbienes és un grup de llacs que es troben en el terme municipal de la Vall de Boí, a la comarca de l'Alta Ribagorça, i dins del Parc Nacional d'Aigüestortes i Estany de Sant Maurici.

## Descripció

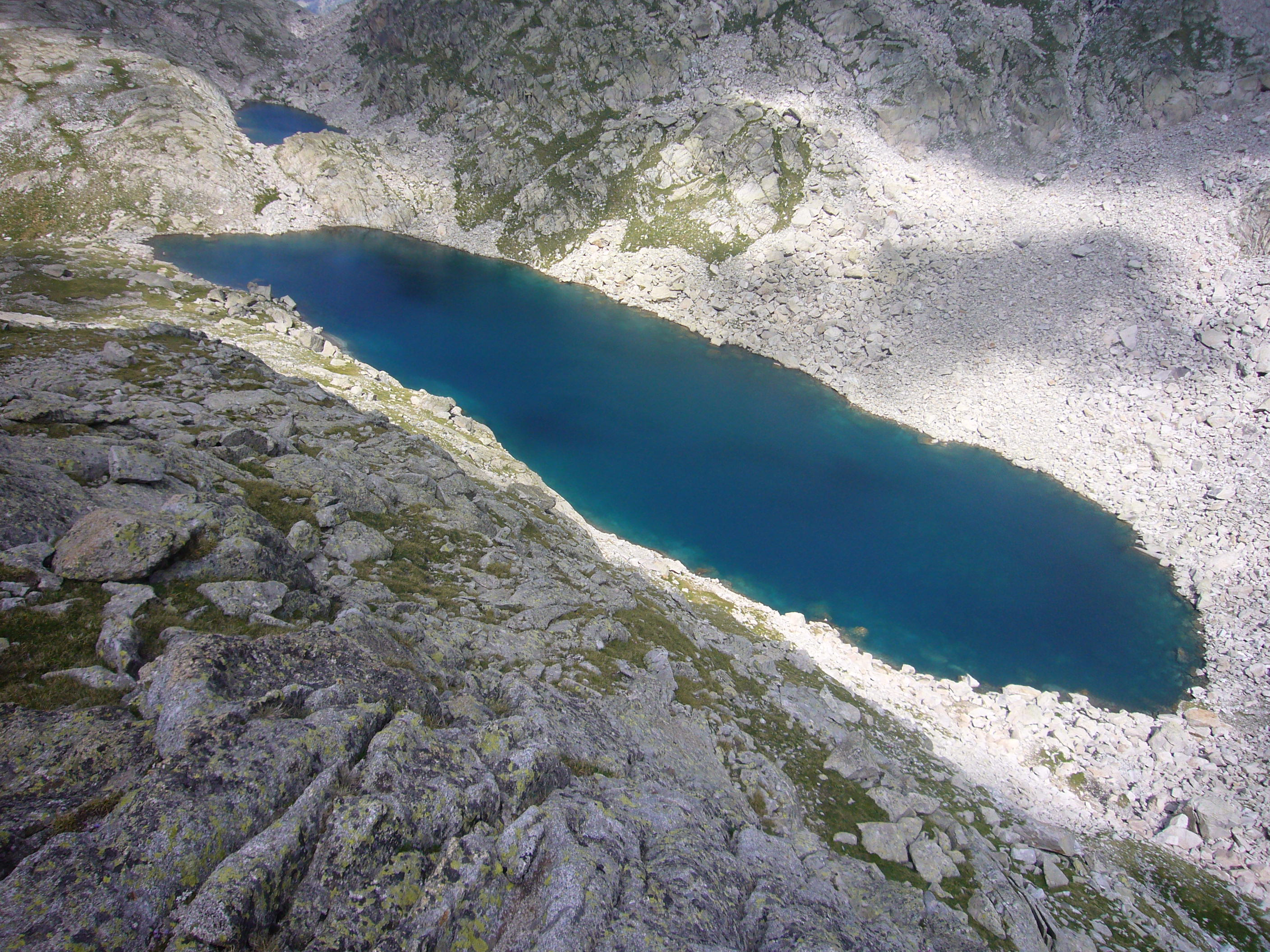
Estany septentrional.

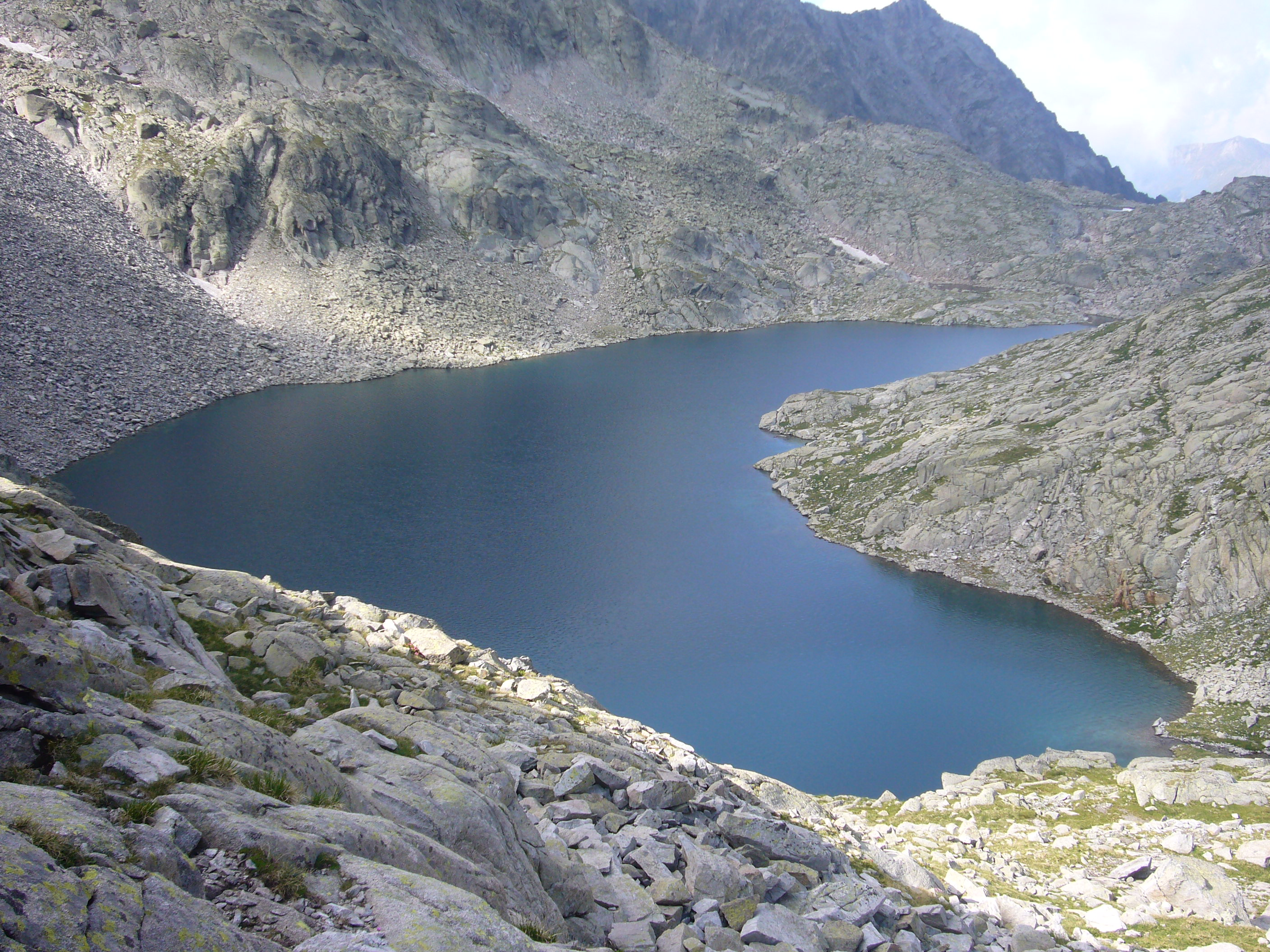
Estany meridional.

Al mig del circ de la Vall de Comalesbienes s'alça un petit tossal (2.649,4 m), rodejant-lo per les bandes oriental i meridional es troben els dos Estanys de Comalesbienes i un conjunt d'estanyets. El més septentrional dels estanys (2.603 m) rep les aportacions d'un estanyet (2.617 m) situat al sud-est, a mig camí del tossal, i drena cap al seu més gran germà meridional (2.582 m); aquest segon, que s'arqueja envoltant el tossal pel seu sector sud-oriental, drena cap a un estanyet (2.573 m) situat al nord-oest que, al seu torn, desguassa cap al Barranc de Comalesbienes que baixa direcció oest. Al nord, dos estanyets (2.714 i 2.707 m), situats a peus del Coll de Comalesbienes, i un tercer (2.818 m), que es troba sota dels Crestells de Colieto, drenen cap a l'estany septentrional. A l'est, l'Estany Gelat (2.739 m), rodejat pels Crestells de Colieto i les Crestes Barrades, desguassa també cap a l'estany septentrional. Dos estanyets més, un al sud (2.609 m) i un altre a l'est (2.588 m) del Tossalet del Pletiu (2.626,2 m), desguassen a l'oest de l'estany meridional.

## Rutes[12]
El punt d'inici d'aquest camí es troba al costat del barratge que tanca l'accés per carretera a la Presa de Cavallers, uns 400 metres abans d'arribar-hi, a 1.743 metres d'altitud. La ruta puja direcció est pel Barranc de Comalesbienes fins a trobar els estanys.